# Znàmenka (Valuiki)
|  | Per a altres significats, vegeu «Znàmenka». |

Znàmenka - Знаменка (rus) - és un poble de l'óblast de Bélgorod, a Rússia. El 2010 tenia 394 habitants. Pertany al districte (raion) de Valuiki.